# St. Clair megye (Michigan)
St. Clair megye az Amerikai Egyesült Államokban, azon belül Michigan államban található. Megyeszékhelye és legnagyobb városa Port Huron. Lakosainak száma 160 383 fő (2020. április 1.). St. Clair megye Sanilac, Macomb és Lapeer megyékkel határos.

## Népesség
A megye népességének változása:
| Lakosok száma | 162 678 | 161 508 | 160 657 | 160 469 | 159 875 | 160 383 |
|               | 2010    | 2011    | 2012    | 2013    | 2015    | 2020    |